# We Can't Be Friends (Wait for Your Love)
"We Can't Be Friends (Wait for Your Love)" é uma canção gravada  da cantora e compositora estadunidense Ariana Grande, contida em seu sétimo álbum de estúdio, Eternal Sunshine (2024). Composta e produzida por Grande, Max Martin e Ilya Salmanzadeh, foi lançada como segundo single do álbum em 8 de março de 2024, através da Republic Records. Uma canção synth-pop, sua letra detalha o fim de um relacionamento, com a esperança de que o ex-amante retorne e se apaixone novamente.
O single tornou-se um sucesso comercial, estreando no número um da Billboard Hot 100, tornando-se o segunda single consecutivo de Eternal Sunshine a se estrear no topo daquela tabela musical estadunidense, depois de "Yes, And?" (2024), assim como o quarto single consecutivo que conta com a participação de Grande a passar a sua primeira semana na liderança da Hot 100, depois de "Yes, And?", a versão remix de "Die For You" (2023), de The Weeknd, e a versão remix de "Save Your Tears" (2022), também de The Weeknd. Para além da Hot 100, "We Can't Be Friends (Wait for Your Love)" chegou à liderança da Billboard Global 200 e da Billboard Global 200 Excl. U.S., tendo se estreado no número um desta última.
"We Can't Be Friends (Wait for Your Love)" recebeu indicações para Canção do Verão no MTV Video Music Awards de 2024 e para Melhor Canção no MTV Europe Music Awards do mesmo ano.

## Antecedentes e promoção
Em 17 de janeiro de 2024, Grande anunciou seu sétimo álbum de estúdio, Eternal Sunshine, com lançamento previsto para 8 de março de 2024. É o seu primeiro trabalho em três anos desde seu sexto album, Positions (2020). "Yes, And?" foi lançada como primeiro single do álbum em janeiro.
A lista de faixas do álbum não foi revelada de imediato; foi divulgada de forma parcial em dias distintos até que toda as canções fossem reveladas. Grande anunciou o título de três canções em 7 de fevereiro de 2024, dentre elas "We Can't Be Friends (Wait for Your Love)" como a décima faixa do álbum. Ainda em fevereiro, a cantora anunciou que não haveria singles de pré-lançamento, uma vez que ela queria que os fãs "experimentassem [o álbum] por completo". Entretanto, ela confirmou que "mais singles" seriam trabalhados após o lançamento do álbum.
Em 1º de março, Grande confirmou que "We Can't Be Friends (Wait for Your Love)" seria o segundo single do álbum e postou um teaser de seu videoclipe nas redes sociais. Na prévia, Grande está sentada em uma sala de espera e preenche um formulário de consentimento onde se lê: “Você refletiu bastante sobre sua decisão e deu à 'Brighter Days Inc.' a permissão exclusiva para remover completamente essa pessoa da sua memória". A cantora coloca uma marca de seleção ao lado de "sim" e então assina seu nome como "Peaches" com um coração na linha do contrato.

## Videoclipe
Para o videoclipe da canção, Ariana Grande trabalhou com o diretor Christian Breslauer, que já havia trabalhado consigo no vídeo no single anterior, "Yes, And?". A inspiração para o conceito do videoclipe de "We Can't Be Friends (Wait for Your Love)" foi o filme Eternal Sunshine of the Spotless Mind (2004). O vídeo musical conta com a participação do ator estadunidense Evan Peters, que desempenha o papel de ex-namorado da personagem de Grande. O videoclipe de  "We Can't Be Friends (Wait for Your Love)" foi indicado para quatro prêmios do MTV Video Music Awards 2024, incluindo a categoria principal, a de Vídeo do Ano, mas apenas lhe foi atribuído o de Melhor Cinematografia. Esta foi a segunda vitória de Grande na categoria de Melhor Cinematografia, uma vez que já a tinha vencido em 2020, com o vídeo de "Rain On Me", single de Lady Gaga em que Grande participa.

## Desempenho comercial
"We Can't Be Friends (Wait for Your Love)" alcançou o top dez das tabelas de singles da Austrália, da Irlanda, dos Países Baixos, da Noruega e do Reino Unido, entre outros territórios. Tornou-se também no 6.º single de Grande como artista principal a alcançar o número um da Billboard Hot 100 e o 9.º single que conta com a sua participação como vocalista a chegar à primeira posição daquela importante tabela musical, tendo debutado no número um. Com este debute, o 7.º de Grande - tanto como artista principal ou artista convidada -, a cantora de Boca Raton tornou-se a artista feminina como mais debutes na Hot 100, ultrapassando Taylor Swift (esse recorde duraria dois meses, até maio de 2024, quando Swift lançou o single "Fortnight", que também debutou no número um da Hot 100) e empatando com Beyoncé e Katy Perry no 7.º lugar de artistas femininas como mais números um na Hot 100. Para além dos EUA, "We Can't Be Friends (Wait for Your Love)" também alcançou o número um nos Emirados Árabes Unidos, na Indonésia, na Malásia, na Nova Zelândia, nas Filipinas e em Singapura, assim como nas tabelas Billboard Global 200 e Billboard Global Excl. US, tendo sido o 4.º single de/com Grande a chegar ao topo da primeira e o 3.º a chegar ao topo da segunda.